# Supergruppo alpino
Un supergruppo alpino è una suddivisione della catena delle Alpi.

## Definizione
Il concetto di supergruppo alpino è stato introdotto particolarmente dalla Suddivisione Orografica Internazionale Unificata del Sistema Alpino (SOIUSA) del 2005.
Per procedere ad una miglior classificazione e suddivisione delle Alpi la SOIUSA ha superato la storica tripartizione alpina in Alpi Occidentali, Alpi Centrali ed Alpi Orientali definita nel 1926 ed ha adottato la bipartizione in Alpi Occidentali ed Alpi Orientali.
Inoltre ha introdotto il seguente schema di ulteriore suddivisione:
- 5 grandi settori (SR)
- 36 sezioni (SZ)
- 132 sottosezioni (STS)
- 333 supergruppi (SPG)
- 870 gruppi (GR)
- 1625 sottogruppi (STG)

## Codice dei supergruppi
- Grande parte = Alpi Occidentali
- Grande settore = Alpi Nord-occidentali
- Sezione = Alpi Graie
- Sottosezione = Alpi del Monte Bianco
- Supergruppo = Massiccio del Monte Bianco
- Gruppo = Gruppo del Monte Bianco
- Sottogruppo = Monte Bianco
- Codice = I/B-7.V-B.2.b

La SOIUSA classifica i supergruppi attraverso una particolare codifica. Nello specifico li individua nella sottosezione di appartenenza attraverso una lettera maiuscola dell'alfabeto latino.
Nell'esempio riportato in fianco circa i parametri SOIUSA del Monte Bianco si nota che il supergruppo è il Massiccio del Monte Bianco ed è individuato dalla lettera maiuscola B.

## Elenco dei supergruppi
Evidenziando la sottosezione di appartenenza di seguito viene presentato l'elenco dei 333 supergruppi individuati dalla SOIUSA: